# Dongfeng, Jiamusi
Dongfeng är ett stadsdistrikt i Jiamusi i Heilongjiang-provinsen i nordöstra Kina.